# Construção Pública
A Construção Pública, E.P.E., é uma pessoa coletiva de direito público de natureza empresarial, dotada de autonomia administrativa e financeira e de património próprio, regendo-se pelo regime jurídico do setor público empresarial, com as especificidades previstas no Decreto-Lei n.º 41/2007, de 21 de fevereiro, na sua atual versão, bem como pelos seus estatutos e respetivo regulamento interno, estando sujeita à tutela dos membros do governo responsáveis pelas áreas das finanças e, em função da matéria, da educação ou da habitação.

## Sobre a empresa
A Construção Pública, E.P.E., foi criada em 2007 sob a designação “Parque Escolar, E.P.E.”, com o objetivo de implementar o Programa de Modernização do Parque Escolar destinado ao Ensino Secundário, aprovado pela Resolução de Conselho de Ministros n.º 1/2007, de 3 de janeiro, tendo em vista a superação do atraso educativo português face aos padrões europeus enquanto desafio nacional, através da reposição da eficácia física e funcional dos edifícios escolares com ensino secundário.
Neste âmbito, procedeu à requalificação de 176 escolas públicas, dispersas por 17 distritos de Portugal Continental, garantindo atualmente a sua conservação e manutenção.
Em junho de 2023, a Empresa foi reestruturada, tendo sido alterados a sua denominação e o seu objeto. Nessa sequência, assumiu a nova designação “Construção Pública, E.P.E.” e o seu objeto foi ampliado à área da habitação pública, integrando atualmente o planeamento, a gestão, o desenvolvimento e a execução de programas e projetos em domínios vários, designadamente nos da educação e da habitação, sem prejuízo da sua atividade poder ser prosseguida em outras áreas em que se justifique a sua intervenção, tanto no âmbito da cooperação internacional, como da cooperação interna.